# Ulisses Fowtbolayin Akowmb
L'Ulisses Fowtbolayin Akowmb (en armeni Ուլիս Ֆուտբոլային Ակումբ, transliterat Owlis Fowtbolayin Akowmb) és un club de futbol armeni de la ciutat d'Erevan.

## Història[1]
- 2000 - Fundat com a Dinamo-2000 F.C.
- 2004 - Nom canviat a Dinamo-Zenit F.C. (fusió amb el Zenith Charentsavan)
- 2006 - Nom canviat a Ulisses F.C. (nou patrocinador)
- 2016 - Dissolució

## Palmarès
- Lliga armènia de futbol:
  - 2011

## Entrenadors
- 2000-2001  Vagarshak Aslanyan
- 2002  Albert Sarkisyan
- 2002  Vachagan Khachataryan
- 2002-2003  Alesha Antonyan
- 2004-2005  Ashot Kirakosyan
- 2005-2006  Sevada Arzumanyan
- 2006-2007  Arsen Chilingaryan
- 2007-2008  Souren Barseghyan
- 2008-2012  Sevada Arzumanyan
- 2012-present  Karen Barseghyan